# Herbert Bohne
Herbert Bohne (* 22. September 1932 in Wallwitz, Saalkreis) ist ein ehemaliger Generalmajor der Luftstreitkräfte der Nationalen Volksarmee der DDR, der zuletzt von 1976 bis 1982 Kommandeur der 1. Luftverteidigungsdivision war.

## Leben
Bohne, Sohn eines Elektrikers, trat nach der Mittleren Reife am 28. Dezember 1950 in die bewaffneten Organe der DDR ein und war zunächst zwischen 1950 und 1952 Kursant an der Volkspolizei-Schule in Naumburg (Saale), ehe er von 1952 bis 1953 einen Sonderlehrgang in der Sowjetunion besuchte. Nach seiner Rückkehr war er zwischen 1953 und 1956 Flugzeugführer sowie Stellvertreter des Kommandeurs für Politische Arbeit der Staffel des Aeroklub 3 in Bautzen, der Vorläuferorganisation der Luftstreitkräfte der Nationalen Volksarmee. 1956 wurde er Mitglied der SED und war zwischen 1956 und 1962 Offiziershörer der Militärakademie der Luftstreitkräfte der Sowjetunion. Nach seiner erneuten Rückkehr fand er zwischen 1962 und 1964 Verwendung als Staffelkommandeur im Jagdfliegergeschwader 7 auf dem Flugplatz Cottbus-Drewitz sowie anschließend von 1964 bis 1965 als Staffelkommandeur im Jagdfliegergeschwader 1 auf dem Fliegerhorst Holzdorf, ehe er von 1965 bis 1968 Stellvertreter des Kommandeurs für fliegerische Ausbildung des Jagdfliegergeschwader 8 auf dem Flugplatz Neuhardenberg war. 
Im Anschluss war Bohne zwischen 1968 und 1973 schließlich Kommandeur des Jagdfliegergeschwaders 8. Danach befand er sich von 1973 bis 1975 als Hörer an der Militärakademie des Generalstabs der Streitkräfte der UdSSR „K. J. Woroschilow“ abermals in der Sowjetunion. Nach seiner Rückkehr fungierte er zwischen 1975 und 1976 erst als Stellvertreter des Kommandeurs und Chef des Stabes der 1. Luftverteidigungsdivision in Cottbus. Am 1. November 1976 löste er Generalmajor Günther Schmidt als Kommandeur der 1. Luftverteidigungsdivision ab. Am 7. Oktober 1978 erfolgte seine Ernennung zum Generalmajor. Herbert Bohne bekleidete diesen Posten bis zu seiner Entlassung am 31. Dezember 1982, woraufhin Oberst Alois Zieris am 1. Januar 1983 seine Nachfolge antrat.
Bohne gehörte von Februar 1979 bis Februar 1984 der SED-Bezirksleitung Cottbus als Mitglied an. Bohne war Mitglied der Cottbuser Urania-Bezirkssektion Militärpolitik. Für seine Verdienste wurde er unter anderem 1981 mit dem Vaterländischen Verdienstorden in Bronze sowie 1977 mit dem Kampforden „Für Verdienste um Volk und Vaterland“ in Silber ausgezeichnet.